# Foyer d'Erb
À l'auscultation cardiaque, le foyer d'Erb est situé à l'extrémité interne du 3e espace intercostal gauche accolé au bord sternal. Il correspond à la superposition des foyers aortique et pulmonaire : c'est le point d'auscultation préférentiel du deuxième bruit cardiaque,.